# Jolanta Wrożyna
Jolanta Wrożyna – polska śpiewaczka operowa (sopran).
Studia wokalne na Akademii Muzycznej w Katowicach w klasie prof. Stanisławy Marciniak-Gowarzewskiej. Laureatka ogólnopolskich i międzynarodowych konkursów wokalnych. Śpiewała m.in. w Operze Śląskiej w Bytomiu, Teatrze Wielkim w Łodzi, Teatrze Wielkim w Poznaniu, Wiener Staatsoper i Teatrze Wielkim – Operze Narodowej w Warszawie.

## Nagrody
- 1984: III Ogólnopolski Konkurs Wokalistyki Operowej im. Adama Didura w Bytomiu – wyróżnienie
- 1986: V Międzynarodowy Konkurs Wokalny Belvedere w Wiedniu – I nagroda[4]
- 1986: II Konkurs Sztuki Wokalnej im. Ady Sari w Nowym Sączu- III nagroda